# Alfredo Welby
Alfredo Welby (Roma, 16 febbraio 1910 – Roma, 14 luglio 1998) è stato un calciatore italiano, di ruolo centrocampista.
È stato il padre del politico Piergiorgio Welby.

## Carriera
Di origini scozzesi, la sua unica presenza nel campionato di Serie A risale al 1º giugno 1930, nella partita Juventus-Roma (1-2), con la maglia dei capitolini. L'anno seguente passa alla Reggina allenata da Attilio Buratti, che conclude la stagione al sesto posto in Prima Divisione. Sigla la sua prima rete in un Reggina-Cosenza terminato 4-1.
Nel 1932 passa proprio al Cosenza, sempre in Prima Divisione: i silani chiudono il campionato al terzo posto. Veste poi la maglia della Veliterna. Chiude la carriera all'età di 28 anni nella MATER, in Serie C.